# Antropochoria

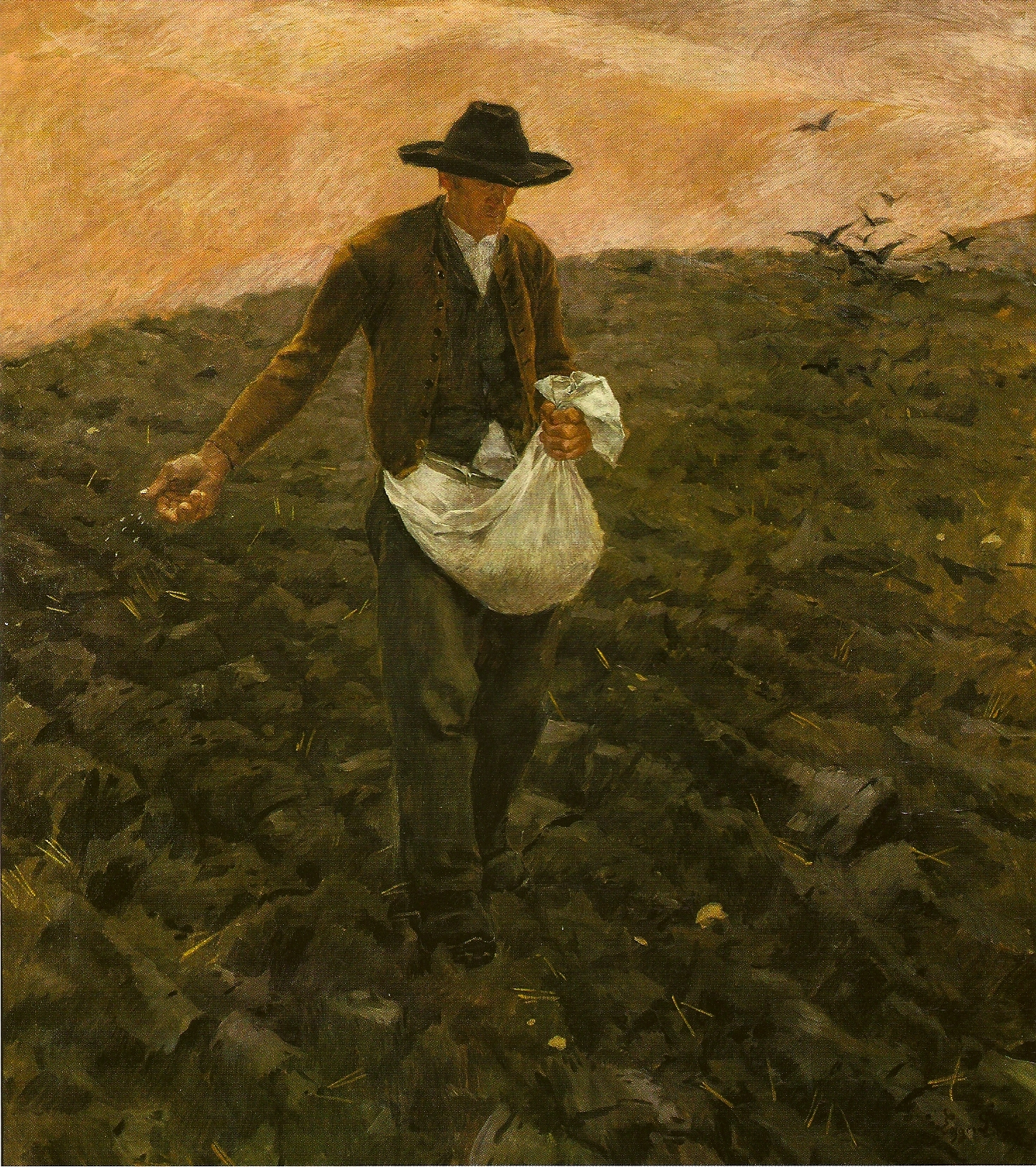
Etolochoria – wysiew nasion roślin uprawnych (obraz „Siewca” Albina Egger-Lienza)

Antropochoria, hemerochoria – jeden ze sposobów rozprzestrzeniania diaspor roślin, w którym to oddziaływanie człowieka powoduje ich transport. Jeśli udział człowieka sprowadza się do transportu diaspor w sposób typowy dla zwierząt (endochoria i epichoria), zwykle nie wyodrębnia się tego sposobu ich rozprzestrzeniania od zoochorii. Za antropochorię uważane są te sposoby rozprzestrzeniania diaspor, które są specyficzne dla człowieka i jego cywilizacji. Rozprzestrzenianie to może odbywać się świadomie (za wiedzą i wolą człowieka) lub nieświadomie.

## Rodzaje antropochorii
Wyróżnia się następujące rodzaje antropochorii:
- Etolochoria – świadome rozprzestrzenianie roślin uprawnych. Nierzadko prowadzi do rozprzestrzenienia roślin daleko poza ich zasięg pierwotny. W wyniku hodowli roślin uzyskano odmiany uprawne, których rozprzestrzenianie możliwe jest tylko albo głównie za przyczyną człowieka (np. odmiany bezpestkowe, o nierozpadających się owocach lub owocostanach).
- Speirochoria – rozprzestrzenianie się diaspor chwastów towarzyszących uprawom. Dotyczy to roślin, których cykl życiowy i budowa owoców lub nasion ułatwia ich zbiór wspólnie z materiałem siewnym roślin uprawianych.
- Agochoria – rozprzestrzenianie diaspor z rozmaitymi towarami i innymi dobrami (np. paszami, produktami spożywczymi, ziemią ogrodową, materiałami drzewnymi).

Rośliny rozprzestrzeniane w wyniku antropochorii nazywane są antropofitami. Rośliny wprowadzone celowo na jakiś obszar przez człowieka są gatunkami introdukowanymi. Rośliny zawleczone nieświadomie przez człowieka są gatunkami zawleczonymi. 